# Granatellus
Granatellus is een geslacht van vogels uit de familie van de kardinaalachtigen (Cardinalidae). De wetenschappelijke naam van het geslacht is voor het eerst geldig gepubliceerd in 1850 door Bonaparte.

## Soorten
De volgende soorten zijn bij het geslacht ingedeeld:
- Granatellus pelzelni – Roze granaatzanger
- Granatellus sallaei – Grijskeelgranaatzanger
- Granatellus venustus – Rode granaatzanger